# Joy Ladin
Joy Ladin, geborene Jay Ladin (* 1961 in Rochester, New York) ist eine US-amerikanische Schriftstellerin und Literaturprofessorin. Sie ist die erste offizielle transgender Professorin an einer orthodoxen jüdischen Hochschule. Sie hat zwei Töchter und einen Sohn.

## Leben
Ladin erwarb 1982 einen Bachelorabschluss am Sarah Lawrence College in Yonkers, New York, 1995 einen Master in Kreativem Schreiben von der University of Massachusetts Amherst  und schloss im Jahre 2000 ihre Promotion an der Princeton University ab.
Ladin wurde bei der Geburt als männlich eingeordnet. Nach ihrer Festanstellung im Jahre 2006 entschied sie sich für eine geschlechtsangleichende Operation. 2007 wechselte Ladin ihr Geschlecht und änderte den Vornamen von Jay zu Joy. Sie ließ sich von der Mutter ihrer Kinder, Christine Benvenuto, scheiden, mit der sie mehr als zwanzig Jahre verheiratet war. Als sie sich öffentlich zu ihrem Schritt bekannte, wurde sie von der Universität beurlaubt. In der Zwischenzeit unterrichtete sie Lyrik an ihrer Alma Mater, dem Sarah Lawrence College.
2009 veröffentlichte Ladin die Anthologie Transmigration, die erste Sammlung von Gedichten, die sie unter ihrem neuen Namen veröffentlichte.
Im April 2011 veranstaltete das Jewish Theological Seminary of America einen „Yom Iyyun“, einen sogenannten „Tag des Lernens“, zum Thema LGBTQ und seinem Bezug zum Judentum. Ladin nahm an dieser Veranstaltung teil und berichtete in einer Gesprächsrunde über ihr Leben.
2012 veröffentlichte sie ihre Autobiografie Through the Door of Life: A Jewish Journey Between Genders.
Bis 2012 veröffentlichte sie 5 Lyrikbände und eine Autobiografie.

## Auszeichnungen
Ladin nahm 2009 an der Endausscheidung für den Lambda Literary Award teil. Sie wurde für den Pushcart Prize nominiert und erhielt ein Stipendium des American Council of Learned Societies. Sie war außerdem 2012 Fulbright-Stipendiatin für ihre Lehrtätigkeit an der Tel Aviv University.